# Leclercera yanjing
Leclercera yanjing es una especie de araña araneomorfa del género Leclercera, familia Psilodercidae. Fue descrita científicamente por Chang & Li en 2020.
Habita en China. El holotipo femenino mide 2,88 mm.